# عمرو عبد العزيز
عمرو عبد العزيز (9 ديسمبر 1982) ممثل مصري. شارك في مجموعة من الأفلام والمسلسلات والمسرحيات. حاصل على بكالوريوس علوم اجتماعية، قسم مسرح، وشعبة تمثيل وإخراج مسرحي من جامعة 6 أكتوبر.

## عن حياته
بدأ حياته الفنية في مسرح المدرسة عندما قرر إخراج مسرحية (الأسد ملك الغابة) في المرحلة الإعدادية، حاول الالتحاق بعدها بمعهد الفنون المسرحية، إلا أنه فشل في تحقيق ذلك، فالتحق بكلية الآداب جامعة 6 أكتوبر قسم تمثيل ومسرح، وتخرج منه بترتيب الأول على دفعته.
وقد قدم العديد من الأعمال وظهر في العديد من الأدوار الصامتة، وعبر عالم الفن عن طريق المخرج سعيد حامد الذي اختاره ليقدم دورا في فيلم حمادة يلعب، ثم عودة الندلة. رشحه المنتج محمد السبكي ليشارك في فيلم أيظن، إلى أن أسند له الفنان عادل إمام دورا في فيلمه مرجان أحمد مرجان.
بعد ذلك انطلق عمرو نحو التمثيل بالعديد من الأفلام والمسلسلات، ومنها: نونة المأذونة، باب الخلق، العقرب، زواج بالإكراه، وغيرهم من المسلسلات.وايضا مسلسلات اذاعية فقدم عمرو عبد العزيز مسلسل اذاعي (سمورة وفطوطة) بطولة النجم سمير غانم  ، واخر أعماله الفنية مسلسل الاخ الكبير بطولة محمد رجب (ممثل), وقدم أيضا أغنية بعنوان (زوجتي العزيزة) بمناسبة عيد الحب

## المسلسلات
| المسلسل                        | الشخصية                             | اخراج            | العام |
| ------------------------------ | ----------------------------------- | ---------------- | ----- |
| فارس بلا جواد                  | ظابط يهودي                          | أحمد بدر الدين   | 2002  |
| أوراق مصرية (مسلسل)            | البرت (نائب رئيس القيادة الانجليزية | وفيق وجدي        | 2004  |
| أرض الرجال                     |                                     | احمد عبد الحميد  | 2005  |
| السندريلا (مسلسل)              | جورج سيدهم                          | سمير سيف         | 2006  |
| علي مبارك (مسلسل)              | الخديوي سعيد باشا                   | وفيق وجدي        | 2008  |
| العمدة هانم                    | بكر                                 | أحمد يحيى (مخرج) | 2009  |
| السائرون نياما                 | الامير محمد بن السلطان قايتباي      | محمد فاضل (مخرج) | 2010  |
| اللص والكتاب (مسلسل)           | بونبوني                             | عبد العزيز حشاد  | 2010  |
| الزناتي مجاهد                  | العفريت زيكو                        | أسد فولادكار     | 2011  |
| نونة المأذونة (مسلسل)          | طارق (الخليجي النصاب)               | منال الصيفي      | 2011  |
| باب الخلق (مسلسل)              | سامح                                | عادل أديب        | 2012  |
| حارة خمس نجوم (مسلسل)          | عماد                                | احمد صقر         | 2012  |
| شط vip (ست كوم)                | فريد                                | اشرف عبد المعطي  | 2013  |
| العراف (مسلسل)                 |                                     | رامي إمام        | 2013  |
| في غمضة عين                    | دكتور الطوارئ                       | سميح النقاش      | 2013  |
| العقرب (مسلسل)                 | عفيفي                               | نادر جلال        | 2013  |
| حاميها وحراميها (مسلسل)        | فوزي التركي                         | عصام شعبان       | 2013  |
| قشطة وعسل (مسلسل)              | العريس مربي                         | سيد العيسوي      | 2013  |
| أستاذ ورئيس قسم (مسلسل)        | سائق التاكسي                        | وائل إحسان       | 2015  |
| زواج بالإكراه (مسلسل)          | حسن                                 | ايمان الحداد     | 2015  |
| شهادة ميلاد                    | ادهم                                | أحمد مدحت        | 2016  |
| رمضان كريم                     | جابر                                | سامح عبد العزيز  | 2017  |
| جيران (مسلسل عربي)             | متولي                               | عامر فهد         | 2017  |
| اختفاء (مسلسل)                 | الساحر                              | أحمد مدحت        | 2018  |
| الأخ الكبير (مسلسل)            | زاهر شندي                           | إسماعيل فاروق    | 2020  |
| خيط حرير                       | شكري                                | إبراهيم فخر      | 2020  |
| ورا كل باب (قصة أيامنا الحلوة) | خالد فرد الامن                      | ايمان الحداد     | 2021  |

## الأفلام
| الفيلم                  | الشخصية                | اخراج        | العام |
| ----------------------- | ---------------------- | ------------ | ----- |
| حمادة يلعب (فيلم)       | علاء - ليلي السيد احمد | سعيد حامد    | 2005  |
| عودة الندلة (فيلم)      | غزال                   | سعيد حامد    | 2006  |
| أيظن (فيلم)             | غزال                   | اكرم فريد    | 2008  |
| مرجان أحمد مرجان (فيلم) | تامر                   | علي إدريس    | 2007  |
| فوكك مني (فيلم)         | ريشة                   | احمد عويس    | 2011  |
| عش البلبل (فيلم)        | القيم                  | حسام الجوهري | 2013  |
| المواطن برص (فيلم)      | رامي                   | رامي غيط     | 2014  |
| بارتي في حارتي          |                        | يونس         | 2016  |

## المسرحيات
| المسرحية       | الشخصية           | اخراج                   | العام |
| -------------- | ----------------- | ----------------------- | ----- |
| متقلقش         | الداعية           | جمال عبد الناصر         | 2006  |
| ولاد اللذينة   | تامر              | محمد عمر                | 2007  |
| قهوة سادة      | ادوار مختلفة      | خالد جلال               | 2009  |
| مرسي عاوز كرسي | ظابط              | خالد جلال               | 2009  |
| نص ساعة هاملت  | كلوديس (عم هاملت) | محمد عبد الرحمن الشافعي | 2009  |
| sms            | ممثل              | خالد جلال               | 2010  |
| الطيار         | الارهابي          | محمد جبر                | 2015  |
| حديث ام دينا   | مفيد فوزي         | تامر كرم                | 2016  |
| واحد تاني      | البرنس - الجرسون  | شادي سرور               | 2017  |
| ابو كبسولة     | الظابط - الاخ     | محمد مرسي               | 2019  |

## البرامج
| البرنامج   | اخراج     | العام |
| ---------- | --------- | ----- |
| من غير مقص | خالد جلال | 2007  |
| حفيظة شو   | خالد جلال | 2010  |
| الهروب     | محمد ثروت | 2015  |

## المسلسلات الإذاعية والكرتون
| المسلسل               | الشخصية           | اخراج                              | العام |
| --------------------- | ----------------- | ---------------------------------- | ----- |
| كارتون داني الشبح     | جاد فلتة          | الحان                              | 2007  |
| قصص الانسان في القراّن |                   | مصطفي الفرماي                      | 2012  |
| قصص الحيوان في القراّن |                   | مصطفي الفرماوي                     | 2015  |
| فطوطة وسمورة          | تيكا              | وائل فهمي عبد الحميد- حسين ابراهيم | 2015  |
| كارتون الازهر ج 3     | شاهين رئيس الشرطة | عمرو عادل                          | 2019  |
| مسلسل عربي انجليزي    | مستر مادي         | حسين ابراهيم                       | 2019  |
| مسلسل سيد أندرويد     |                   | سيد عيسوي                          | 2016  |

## أعمال أخرى
- فيديو كليب رجب غناء هيفاء وهبي إخراج هادي الباجوري 2005

## الجوائز
1. جائزة أفضل ممثل صاعد من المهرجان القومي للمسرح المصري
2. جائزة من مهرجان الأردن المسرحي عن مسرحية قهوة سادة
3. شهادة تقدير من التليفزيون المصري عن مسرحية قهوة سادة
4. درع تكريم وشهادة تقدير من جمعية الاورمان عن مسلسل اللص والكتاب
5. جائزة احسن ممثل من مهرجان الاعلام والفنون عن مسرحية ولاد اللذينة
6. شهادة تقدير من اكاديمية المستقبل عن مسلسل رمضان كريم

## روابط خارجية
- عمرو عبد العزيز على موقع الدهليز
- عمرو عبد العزيز على موقع قاعدة بيانات الأفلام العربية